# Les Disques du Crépuscule
Les Disques du Crépuscule sont un label de musique belge indépendant fondé à Bruxelles, en 1980, par Michel Duval et Annik Honoré.

## Le Plan K
En 1979, Michel Duval et Annik Honoré (en) (aussi connue pour sa relation avec Ian Curtis) ouvrent avec Frédéric Flamand, dans une ancienne raffinerie situé rue de Manchester, à Bruxelles, le Plan K. Le 16 octobre, un événement multimédia s'y déroule, avec un concert de Joy Division et Cabaret Voltaire et la présence de l'écrivain William S. Burroughs. Dans les mois qui suivent, Echo and the Bunnymen, Orange Juice, Josef K, Teardrop Explodes et d'autres s'y produisent.

## Naissance du label
Le 26 avril 1980, Tony Wilson accompagne plusieurs groupes de Factory Records. Wilson, qui veut ouvrir son label vers le continent, décide, avec Duval et Honoré, de créer une branche en Belgique du label qui s'appellera Factory Benelux. 
Les premiers disques sortent sous une double étiquette, Factory Benelux et les disques du crépuscule : Shack Up de A Certain Ratio, suivis de singles de The Durutti Column et Section 25. Mais Rob Gretton rappelle alors que les deux labels doivent rester deux entités distinctes.
Le premier produit portant réellement le nom des Disques du crépuscule est une cassette compilation « From Brussels with Love », plus tard réédité en vinyle et qui porte le numéro de matricule TWI 007, en référence à James Bond. On y trouve John Foxx, des poèmes de Richard Jobson, l'ancien chanteur des Skids, Brian Eno, Kevin Hewick accompagné de New Order, Michael Nyman, The Durutti Column et d'autres, dont un seul groupe français, les lillois de Radio Romance.

## Un catalogue varié
Le riche catalogue éclectique du label montre ses liens avec le Royaume-Uni. Sont publiés des disques de Josef K, puis plus tard ceux de Paul Haig, d'Isabelle Antena, d'Anna Domino, de The Pale Fountains, de Cabaret Voltaire. La scène belge est représentée par The Names, Marine, Isolation Ward, Tuxedomoon et Blaine L. Reininger, Winston Tong. Les pochettes très travaillées sont du designer Benoît Hennebert.
Les disques du crépuscule ont continué leur activité jusqu'en 2006, et ont repris en 2013.

## Compilation
- Auteur Labels Les disques du crépuscule 1980-1985. Cd, LTM (2008)